# Rajas (groupe)
Rajas est un groupe de heavy metal mélodique japonais, originaire de Kyoto.

## Biographie
Le groupe, nommé d'après le terme sanscrit homonyme, est formé en 1980 autour de la chanteuse Kuniko Morikawa, entourée de musiciens qui changeront souvent. Il sort son premier disque en 1984, un mini-album homonyme, et participe à la compilation japonaise Battle of Metal et à l'album live en commun Grand Metal Live. En 1985, il sort son premier album, Turn it Up, produit par le chanteur Masafumi « Marcy » Nishida du groupe Earthshaker, ainsi qu'un single, Liar, puis un autre mini-album en fin d'année, Play the Game. Il se sépare en 1986 après avoir sorti un dernier mini-album, What's. Deux compilations de ses titres sortent encore en 1992 et 2001.
En 2002, le groupe se reforme après quinze ans d'absence à l'occasion de la deuxième édition du festival Hard Rock Summit in Citta qui réunit les anciennes gloires du metal nippon des années 1980. Il est alors composé de sa formation la plus connue, qui enregistra la plupart de ses disques en 1985 : Kuniko Morikawa, les guitaristes Akihiro Gotô et Kôichi Yamamoto, le bassiste Noriko Kawauchi, et le batteur Takashi Fukumura. Il reprend alors un temps ses activités discographiques, sortant le mini-album Yôgyô en 2002, la vidéo Live Tour Yôgyô en 2003, et l'album Precious Time en 2004. Elles participent encore cette année-là au festival Hard Rock Summit in Osaka.
En 2013, le groupe publie son album Mother of the Earth, qui suit d'une tournée, enregistrée en DVD intitulée LIVE TOUR 2013 MOTHER OF THE EARTH.

## Membres

### Membres actuels
- Yoshiaki Fujii - claviers
- Kuniko Morikawa - chant (1980-1987, depuis 2002)
- Takashi Fukumura - batterie (1983-1986, depuis 2002)

### Anciens membres
- Tadashi Masumoto - basse
- Takafumi Usui - basse (1980-1983)
- Akio Sawamura - batterie (1980-1982)
- Tomoaki Sasaki - guitare (1980-1982, 1983)
- Kazuhide Shirota - guitare (1982-1983)
- Takashi Yoshimura - basse (1983-1984)
- Akihiro Goto 	Guitars (1983-1987, 2002-2003)
- Koichi Yamamoto - guitare (1983-1987, 2002-?)
- Tadashi Masumoto - basse (1984-1985)
- Noriko Kawauchi - basse (1985-1986, 2002-?)
- Yoshinori Shichijou - basse (1986-1987)
- Yasuaki Kanayama - batterie (1986-1987)
- Keiichi Nabeshima - guitare (2003)

### Membres de tournée
- Takafumi Usui - basse
- Yukihisa Kanaya - guitare

## Discographie

### Participations
Des titres du groupe figurent aussi sur les albums collectifs suivants :
- 1984 : Battle of Metal
- 1984 : Grand Metal Live - 5th Japan Heavy Metal Fantasy
- 2002 : Metal Vibes - Japanese Metal Vibes
- 2002 : Metal Vibes - 2nd Attack !!
- 2002 : Hard Rock Summit in Citta'
- 2004 : Hard Rock Summit Yume no Hajimari...